# Bérenger de Barcelone
Pour les articles homonymes, voir Bérenger de Narbonne.
Bérenger de Barcelone, nommé parfois aussi Bérenger de Narbonne, né vers 1140 et mort vers 1211-1212, est une importante personnalité ecclésiastique du dernier tiers du XIIe siècle et du début du XIIIe siècle, tant en Catalogne, en Aragon que dans ce qui allait devenir le Languedoc. Fils illégitime de Raimond-Bérenger IV, comte de Barcelone et prince d'Aragon, ses relations familiales avec les rois d'Aragon lui permirent de devenir tour à tour abbé de Montearagón (1170-1204), évêque de Lérida (1177-1191) et archevêque de Narbonne (1191-1211/1212).